# Skogforsk
Skogforsk är ett svenskt forskningsinstitut finansierat av skogsbruket och svenska staten. 
Dess uppgift är att tillföra tillämpbara kunskaper, tjänster och produkter som bidrar till ett lönsamt, hållbart svenskt skogsbruk och på så sätt säkerställa viktiga samhällsmål. Huvudkontoret ligger i Uppsala Science Park och forskningsstationer finns i Ekebo utanför Svalöv och i Sävar utanför Umeå. 
Forskningen spänner över hela värdekedjan, från frö till industri. Forskning sker bland annat för en högre skogsproduktion, miljövård, effektivare skogsmaskiner som är skonsamma både mot förare och miljö, bättre logistik, värdeskapande virkesutnyttjande liksom förädling av träd som växer bättre och kan möta framtidens klimatförändringar.